# リボソームRNA
リボソームRNAはリボソームを構成するRNAであり、RNAとしては生体内でもっとも大量に存在する(7 - 8割程度)。通常rRNAと省略して表記される。
原核生物では沈降係数に由来する命名で、23Sと5Sがリボソーム大サブユニット（50Sサブユニット）に含まれる。また小サブユニット（30Sサブユニット）には16S rRNAが含まれる。クレン古細菌（5Sが独立している）を除き16S、23S、5Sの順に並んだオペロン構造を持っている。
真核生物の大サブユニット（60Sサブユニット）には一般に28Sと5.8S、5S rRNA、小サブユニット（40Sサブユニット）には18S rRNAが含まれるが、種によってその数字には若干の違いがある。
ヒトにおいてはこのうち28S、5.8S、18S RNAは一つの転写単位に由来する。これはrRNA前駆体と呼ばれる約2 kbのRNAであり、RNAポリメラーゼIによって核小体で転写される。転写されたrRNA前駆体は、snoRNAなどの様々なRNAやタンパク質の働きをうけて、不要な部分が取り除かれ、また修飾を受けてrRNAになる。一方、5S RNAはRNAポリメラーゼIIIにより転写される。
rRNAはタンパク質合成の触媒反応の活性中心を形成していると考えられている。
| リボソーム粒子            | 粒子構成        | rRNA          | タンパク質 |
| ------------------------- | --------------- | ------------- | ---------- |
| 70Sリボソーム（原核生物） | 50Sサブユニット | 5S, 23S       | 34種       |
| 70Sリボソーム（原核生物） | 30Sサブユニット | 16S           | 21株       |
| 70Sリボソーム（古細菌）   | 50Sサブユニット | 5S, 23S       | 40種       |
| 70Sリボソーム（古細菌）   | 30Sサブユニット | 16S           | 28株       |
| 80Sリボソーム（真核生物） | 60Sサブユニット | 28S, 5.8S, 5S | 46種       |
| 80Sリボソーム（真核生物） | 40Sサブユニット | 18S           | 32種       |

## 関連用語
- 16S rRNA系統解析
- rDNA